# DSA-436
La DSA-436 es una carretera perteneciente a la Red Secundaria de la Diputación Provincial de Salamanca que da acceso a la localidad de El Cubo de Don Sancho.

## Origen y Destino
La carretera DSA-436 tiene su origen en la intersección con la carretera SA-315 y termina en El Cubo de Don Sancho formando parte de la Red de carreteras de Salamanca.